# Игуманија Меланија (Кривокућин)
Меланија (Кривокућин) (дев. Белегишанин, Деч, 1. фебруар 1886 — Београд, 28. април 1942) је била прва игуманија Српске православне цркве након њеног уједињења 1920. године..
Игуманија Меланија била је део Богомољачког покрета. Богомољачки покрет се јавио као одговор на послератни пад духовности у напаћеном српском народу, да вером у Бога и јеванђелском науком раде на моралном препороду српског народа. Основа овог народног покрета била је да се поправи, утврди морални живот, како лични, домаћи, тако и друштвени. У многим местима су се појавила друштва богомољаца. Окупљали су се око својих цркава и манастира.

## Живот пре монашења
Игуманија Меланија Кривокућин (рођена Белегишанин) рођена је у Дечу у 1. фебруара 1886. године од Јефрема Белегишанина, пароха Дечког и Милице (рођене Суботић). У кући је васпитавана и учена у верском и националном духу. После завршетка основне школе оболеле су јој очи и тако слабог вида била је принуђена да одустане од вишег школовања. Оба тегоба пратила ју је до 14. године. У 20. години остала је без матере.
Године 1909. Меланија се удаје за свештеника и правника Николу Кривокућина, који је био постављен за помоћника своме тасту у Дечу. После две године умире им дете и они се посвећују пастирском раду. Меланија се својом делатношћу нарочито истицала међу женама дечке парохије све до избијања рата 1914. године. Тешко време и ужасна дешавања натерале су Меланију и Николу да заједно са њеним старим оцем 30. септембра 1914. године напусте Срем и избегну у Ниш. У Нишу остају годину дана и предано учествују у раду српског Црвеног крста. Меланија је са српским избеглицама прешла албанску голготу, сахранила оца у Албанији 1916. и боравила у Италији до 1919. године. По повратку на огњиште, у Деч, затекла је све порушено и опљачкано. Исте године, 22. августа, умире и супруг Никола Кривокућин.

## Обнова српског женског монаштва
20. децембра 1920. године Меланија Кривокућин одлази у манастир Хопово, међу руске монахиње, које су те исте године дошле у Краљевину СХС, бежећи од Октобарске револуције. Године 1921, 18. септембра, епископ битољски Јосиф Цвијовић постригао ју је у чин одевања расе и камилавке. Постригу монахиње Меланије присуствовали су епископ охридски Николај Велимировић, епископ нишки Доситеј Васић. Новопостављена игуманија Меланија преузима старешинство над манастиром Хопово.
После Првог светског рата затечен је на подручју тадашње уједињене Српске православне цркве само један једини женски манастир са десетак монахиња - Беровски манастир у Епархији злетовско-струмичкој. Године 1924. постојала су 4 женска манастира: Хопово, Кувеждин, Успење пресвете Богородице у Берову и Св. Илија у Мирковцима, са укупно 107 сестара. Пред почетак Другог светског рата, 1941. године, 12 епархија је имало своје женске манастире, чак 27, са 397 сестара.

## Обнова манастира Кувеждина
Ускоро се указала потреба за оснивањем још једног женског манастира. Одлуком Светог синода и Патријарха Димитрија од 16. октобра 1923. године манастир Кувеждин у Фрушкој гори претворен је у женски. Исте године, 1. новембра, манастир је предан на управу монахињи Меланији, сестри манастира Хопова.
Мати Меланија је од Његове Светости добила усмени благослов да још 30. септембра дође у Кувеждин и припреми манастирски конак за пријем двадесет сестара које из Хопова у Кувеждин требају прећи на Митровдан. Манастир је био у бедном стању, са мало новца у благајни, великим дугом, нимало стоке, са зградама у трошном стању, прилично празним просторијама, трпезаријом и кухињом без посуђа. Понешто од стоке било је враћено из Хопова тек следеће године. Истовремено је дошло до одвајања манастира Дивше од Кувеждина. Дивша је увек припадала Кувеждину као метох.
Мати Меланија је у родитељском дому добила образовање, а од богобојажљивих и племенитих родитеља наследила је изузетно васпитање и одговорност. Уз руске монахиње у Хопову она је стекла молитвеност и послушност, али и умеће за организацију послова и послушања. Међу сестрама је уживала велики ауторитет. Сестре су је волеле, поштовале и у свему слушале, своја послушања обављале су вредно и радосно и, како их је она учила, са молитвом у срцу. У манастиру Кувеждину владао је узоран ред по коме се живело и радило.
Мати Меланија је важила за озбиљну и строгу игуманију, али је, ипак, најстрожа била према себи. И сама Мати вршила је сва послушања на задивљујући начин дужности настојатељице, намеснице, економке. Водила је и канцеларијске послове. Била је слабашна телом и болешљива, па вероватно и због тога увек врло пажљива и опрезна према својим сестрама. Бринула је за све у манастиру. Сама је умела, када треба, да окречи, залепи, поправи и закуца. Била је увек присутна свуда где су монахиње радиле. Мотрила је на њихов рад и владање, старајући се за њихове богољубиве душе.
Рад и пожртвовање игуманије Меланије није остао непримећен од два велика патријарха, Патријарха Димитрија и Патријарха Варнаве, коју су редовно походили манастир Кувеждин.

## Добротворни рад кувеждинских монахиња у Сарајеву
Године 1929. у Сарајеву, у Чемерлиној улици бр. 15, сарајевска црквена Општина је основала и сместила три добротворне установе: Дечји дом, Забавиште и Трпезу за сиромахе. Тим поводом одбор ове општине је упутио молбу дабробосанском митрополиту Петру Зимоњићу да пронађе погодно особље које би то преузело и водило. Митрополит се обратио викарном епископу Иринеју из Сремских Карловаца актом да се управа овим установама повери монахињама манастира Кувеждина. Епископ Иринеј је 14. јула послао акт Управи манастира позивајући мати Меланију да што пре одреди и изабере четири монахиње које би за ове службе одговарале по способности и владању. Већ 30. августа исте године мати Меланија је заједно са шест својих монахиња отишла у Сарајево. За месец дана је са одборницима сарајевске црквене Општине и њеним председником г. Атанасијем Иконићем, добро организовала целу делатност.

## Прелазак монахиња из Кувеждина у Ваведење Београд
Кувеждинске монахиње су старањем мати Меланије девет година ревносно управљале Дечјим домом, Забавиштем и сиротињском кухињом у Сарајеву. Даљу бригу око ових установа по благослову нишког епископа г. Јована, преузеле су сестре манастира Дивљана код Беле Паланке.
Кувеждин је 1938. године бројао 50 сестара. У то време у Београду је већ био подигнут манастир Ваведење, који је постао метох манастира Кувеждина.
Ктиторка ове новоподигнуте задужбине била је гђа Персида Миленковић. Патријарх српски Варнава 10. августа 1935. године осветио је темеље, а 25. октобра 1936. године и сам храм. Жеља патријарха Варнаве и саме ктиторке била је да се у том женском манастиру оснује наша прва православна школа за милосрдне сестре, ради хришћанске службе по српским болницама.
Године 1938. по одлуци блаженопочившег патријарха Варнаве 12 сестара је дошло у манастир Ваведење у Београду. У манастиру није било ни основних ствари; извесно време спавале су на сламарицама. Део сестара остао је у Кувеждину, а мати Меланија се старала да се све добро уреди. Мати Меланија се са сестрама свесрдно посветила новом манастиру. Почетак је био прилично тежак мада су имале помоћ Патријаршије. То ипак није било довољно да се набави сав инвентар потребан за боравак и опстанак монахиња. Почетак у манастиру Ваведење личио је на почетак у Кувеждину. Када су се мало снашле и себи обезбедиле основне услове за живот, наравно врло скроман и пун одрицања, почеле су да се баве ручним радовима на свили и са златом. Убрзо су добиле и прву велику поруџбину од саме Патријаршије, а и великих црквених великодостојника.
Мати Меланија је имала жељу да у оквиру манастира Ваведења отвори интернат за девојке које су се у Београду школовале. Било је неколико питомица које су живеле у манастиру под будним и брижним руковођењем мати Меланије и њених сестара. Повремено је мати Меланија одлазила и у Кувеждин, где су вредно пословале и живеле остале монахиње које су одржавале велику економију и шуме. И Патријарх Гаврило Дожић је такође очински бринуо за ове монашке обитељи.

## Одлазак монахиња у логор Цапраг и страдање манастира Кувеждина
Ратна разарања су 1941. године задесила и Фрушку гору, па тако и манастир Кувеждин. Манастир је био покраден, спаљен и порушен. Нешто од светиња се дало спасити и изнети на време. Месеца маја 1941. постављен је за комесара манастира - усташа Стипе Рукавина, а за његовог заменика Маријан Дебељак, обојица из Сремске Митровице. Пре доласка комисије загребачког Музеја почела је пљачка манастирских драгоцености и имовине.
Записник о примопредаји историјско-уметничких дела манастира Кувеждина потписали су 15. септембра др. Иван Бах, др. Стјепан Готвалд, и комесар Стипе Рукавина: «Инвентар садржи 58 ставака, од тога 22 из цркве, 32 из ризнице и 4 из капеле.» Под ставком бр. 50 налази се «око 150 књига из књижнице.» Утврђено је да је у манастирским конацима боравила усташка јединица која је бројала око 120 војника. «У борбама са партизанима страдале су манастирске зграде у намерно изазваним пожарима. После повлачења усташа неспаљени део конака налазио се у рукама партизана и служио за команду.» Тада је манастир Кувеждин био у саставу фрушкогорских партизанских Рохаљ база, па је у њему била смештена велика интендантура са радницима.
У пролеће 1944. године немачка војска и усташе минирали су цркву и конаке, чак и економске зграде. Обурвани су кубе, стубови држачи кубета, звоник, сводови. У рушевинама цркве иконостаса, радови академског сликара Павла Симића, док је дуборезбарија потпуно уништена. После рушења цркве у Кувеждин се вратила једна монахиња и почела да спасава иконе испод дебелих слојева порушене опеке и шута, преносећи их у оближњу капелу. Ово своје пожртвовање платила је главом. Усташе су је ухватиле, убиле и на њу набацале иконе. У Кувеждину је страдала архива, већи део библиотеке, део ризнице са црквеним сасудима.
6. септембра 1941. игуманија Меланија је са 32 монахиње одведена у логор Цапраг. Усташе су задржале Српкиње, а Рускиње су отпустили и оне су се одмах вратиле. По пуштању, остале монахиње Рускиње су са сирочићима прешле у Београд, у свој метох, манастир Ваведење.
Мати Меланија је још у логору била јако болесна (боловала је од рака). Храброст и достојанство ове крхке монахиње пленила је средину где би се налазила. Измучене и затворене монахиње ипак по Божијем промислу бивају пуштене из логора на дан Воздвижења Часног Крста 27. септембра. Од тада до у наше дане овај празник и сећање на избављење сестара из логора смрти обележава се као друга манастирска слава манастира Ваведења.

## Болест и смрт
Једино уточиште где су монахиње Кувеждина, са својом игуманијом Меланијом, могле да бораве био је њихов метох, београдско Ваведење. Болест мати Меланије је узимала маха. Немоћна телом, а духом још јака и будна, мати Меланија је водила кућу као да је потпуно здрава. Монахиње су је брижно неговале и чувале. У уторак, 28. априла 1942. године, представила се у Господу, у женском манастиру св. Ваведења на Топчидерском брду у Београду, игуманија Меланија настојатељица Кувеждина, Ђипше и св. Ваведења у Београду.